# Punta Colorada
Punta Colorada ist eine Ortschaft in Uruguay.

## Geographie
Sie befindet sich auf dem Gebiet des Departamento Maldonado in dessen Sektor 3. Punta Colorada liegt an der Küste des Río de la Plata westlich von Punta Negra und südöstlich von Piriápolis. Wenige Kilometer nördlich entspringt der Arroyo de la Barra Falsa.

## Einwohner
Punta Colorada hatte 2011 92 Einwohner, davon 51 männliche und 41 weibliche.
| Jahr | Einwohner |
| ---- | --------- |
| 1963 | 56        |
| 1975 | 75        |
| 1985 | 38        |
| 1996 | 63        |
| 2004 | 62        |
| 2011 | 92        |

Quelle: Instituto Nacional de Estadística de Uruguay